# Neonatale sterfte
Neonatale sterfte is een sterftecijfer voor pasgeborenen. 
Er zijn twee types:
- Neonatale sterfte: aantal overleden neonaten (pasgeborenen) in de eerste vier levensweken, uitgedrukt per 1000 levendgeborenen.
- Vroeg neonatale sterfte: aantal overleden neonaten in de eerste levensweek, uitgedrukt per 1000 levendgeborenen.